# Стелла-Чиленто
Стелла-Чиленто (італ. Stella Cilento) — муніципалітет в Італії, у регіоні Кампанія,  провінція Салерно.
Стелла-Чиленто розташована на відстані близько 290 км на південний схід від Рима, 100 км на південний схід від Неаполя, 60 км на південний схід від Салерно.
Населення — 754 особи (2014).
Щорічний фестиваль відбувається другої неділі серпня. Покровитель — святий Миколай.

## Демографія
Населення за роками:

Станом на 1 січня 2023 року в муніципалітеті офіційно проживали 33 іноземці з 10 країн, серед них 14 громадян країн Євросоюзу та 5 громадян України.

## Сусідні муніципалітети
- Казаль-Веліно
- Оміньяно
- Полліка
- Сесса-Чиленто